# Mass Giorgini
Mass Giorgini, pseudonimo di Massimiliano Adelmo Giorgini (Lafayette, 22 maggio 1968), è un bassista, produttore discografico e ingegnere del suono statunitense di origine italiana, celebre come componente di band come gli Screeching Weasel, i Common Rider e gli Squirtgun, e per aver prodotto alcuni degli album più venduti della scena pop/punk statunitense con band come Rise Against, Anti-Flag e Alkaline Trio.

## Biografia
Assieme al padre, Aldo Giorgini, artista e precursore della grafica computerizzata originario di Voghera, e la madre, nata a Torino, si trasferisce in Italia prima di aver compiuto un anno, e vi rimane fino al 1978. Alla morte della madre torna in Indiana, luogo di nascita, dove è tuttora residente.
Giorgini inizia la carriera come bassista nel 1984 con Rattail Grenadier, per poi entrare nel 1986 negli Screeching Weasel di Chicago, Illinois con i quali, fino al 2001, anno dello scioglimento, pubblicherà 12 album di studio, 3 raccolte e 14 EP, principalmente prodotti dalla Lookout! Records.
Nel 1993 si unisce inoltre con gli Squirtgun, formati assieme agli ex compagni dei Rattail Granadier, Flav Giorgini (chitarra) e Dan Lumley (batteria), e al cantante e chitarrista dei Freaks of Nature Matt Hart. Nel 1999 forma anche i Common Rider, assieme a Dan Lumley, nuovamente, e Jesse Michaels.
Come compositore, Giorgini ha scritto soprattutto le canzoni per gli Squirtgun, ma occasionalmente ha anche aiutato alcune formazioni di cui ha prodotto gli album. Ha inoltre partecipato alle colonne sonore di Generazione X (Gramercy Pictures) e Bubble Boy (Disney).
Come produttore, ha collaborato assieme, tra gli altri, a Billie Joe Armstrong dei Green Day e Kris Roe dei The Ataris, ed ha prodotto album per artisti come Rise Against, Anti-Flag ed Alkaline Trio. Dal 1990, è proprietario dei Sonic Iguana Studios di Lafayette, Indiana.

## Discografia

### Con gli Screeching Weasel
- 1987 - Screeching Weasel (Underdog)
- 1988 - Boogadaboogadaboogada! (Roadkill)
- 1991 - My Brain Hurts (Lookout!)
- 1992 - Ramones (Selfless)
- 1992 - Wiggle (Lookout!)
- 1993 - Anthem for a New Tomorrow (Lookout!)
- 1994 - How to Make Enemies and Irritate People (Lookout!)
- 1996 - Bark like a Dog (Fat Wreck Chords)
- 1998 - Television City Dream (Fat Wreck Chords)
- 1998 - Beat Is on the Brat (Lookout!)
- 1999 - Emo (Lookout!)
- 2000 - Teen Punks in Heat (Lookout!)

### Con gli Squirtgun

#### Album studio
- 1995 - Squirtgun (Lookout!)
- 1997 - Another Sunny Day (Lookout!)
- 2003 - Fade to Bright (Honest Don's Hardly!)

#### Album dal vivo
- 2009 - Broadcast (Kid Tested)

#### EP
- 1995	- Shenanigans (Lookout!)
- 1996 - Mary Ann (Lookout!)

### Con i Common Rider
- 1999 - Last Wave Rockers (Lookout!)
- 2002 - This Is Unity Music (Hopeless)

### Come produttore[6]
- 1992 - Wiggle (Screeching Weasel)
- 1994 - Punk USA (AA.VV.)
- 1994 - Stick Your Neck Out (Bollweevils)
- 1994 - Superelastic (Velo-Deluxe)
- 1995 - Shenanigans (Squirtgun)
- 1995 - Generazione X (OST)
- 1995 - Squirtgun (Squirtgun)
- 1995 - Kill the Musicians (Screeching Weasel)
- 1995 - Beautiful & Damned/The Day I Said Goodbye (Potatomen/Cub)
- 1995 - Behind Bars (88 Fingers Louie)
- 1995 - No Peace in Our Time (Toxic Reasons)
- 1996 - Mary Ann (Squirtgun)
- 1996 - Summer Games (Hi-Fives/Smugglers)
- 1996 - Get Fired (Smoking Popes)
- 1996 - Selling the Sizzle! (The Smugglers)
- 1996 - Day I Said Goodbye (Cub/Potatomen)
- 1996 - Don't Back Down (The Queers)
- 1996 - Grease, Grits & Gravy (Cletus)
- 1996 - Bark like a Dog (Screeching Weasel)
- 1996 - Box of Hair (Cub)
- 1997 - Another Sunny Day (Squirtgun)
- 1997 - Big Fix (AA.VV.)
- 1997 - The Crumbs (The Crumbs)
- 1997 - Protein Packed (Cletus)
- 1997 - Only One (The Huntingtons)
- 1997 - More Bounce to the Ounce (AA.VV.)
- 1997 - Show & Tell: A Stormy Remembrance of TV Themes (AA.VV.)
- 1997 - Teenage Kicks (AA.VV.)
- 1997 - Dom Years (88 Fingers Louie)
- 1997 - Migraines (The Migraines)
- 1997 - Re-Animation Festival (The Groovie Ghoulies)
- 1997 - Teen Idols (Teen Idols)
- 1997 - Tres Flores (AA.VV.)
- 1998 - Major Label Debut (Screeching Weasel)
- 1998 - Low Down Two-Bit Sidewinder! (The Mopes)
- 1998 - Everything's OK (The Queers)
- 1998 - Television City Dreams (Screeching Weasel)
- 1998 - High School Rock (The Huntingtons)
- 1998 - Rat Ass Pie (Parasites)
- 1998 - Something More Dangerous (Moral Crux)
- 1998 - Festavus for the Restavus (Everready)
- 1999 - Smoking Popes 1991-1998 (Smoking Popes)
- 1999 - Death by Television (The Lillingtons)
- 1999 - Hypno-Punko tm (Vindictives)
- 1999 - Here Comes Trouble (The Eyeliners)
- 1999 - Accident Waiting to Happen (The Mopes)
- 1999 - Pucker Up (Teen Idols)
- 2000 - Thank You Very Little (Screeching Weasel)
- 2000 - Hugh (Nobodys/The Beautys)
- 2000 - Pop Culture Failure (Horace Pinker)
- 2000 - Full Leather Jacket (Teen Idols)
- 2000 - Lookout! Freakout (AA.VV.)
- 2000 - Travels With My Amp (The Groovie Ghoulies)
- 2000 - It Found a Voice (Teen Idols & Spread)
- 2001 - Backchannel Broadcast (The Lillingtons)
- 2001 - Pleasant Dreams (Beatnik Termites)
- 2001 - Measure of Things (Amazing Transparent Man)
- 2001 - Underground Network (Anti-Flag)
- 2001 - Ill at Ease (The Methadones)
- 2002 - Pleasant Screams (The Queers)
- 2002 - Death of the Party (Amazing Transparent Man)
- 2002 - Life, Love and the Pursuit of Justice (Justin Sane)
- 2002 - Fidatevi (Ben Weasel)
- 2002 - Girl Song Writing 101 (Goin' Places)
- 2002 - Mega 3 Collection: Christian Rock -- The Punk Years (AA.VV.)
- 2003 - Red Eyed Regular (Horace Pinker)
- 2003 - Pop Culture Assassins (Moral Crux)
- 2003 - Career Objective (The Methadones)
- 2003 - Dysfunctional Shadowman EP (Teen Idols/Squirtgun)
- 2003 - Fade to Bright (Squirtgun)
- 2003 - Underground Screams (AA.VV.)
- 2003 - Nothing to Prove (Teen Idols)
- 2003 - Monster Club (The Groovie Ghoulies)
- 2003 - Myths & Imaginary Magicians (Even in Blackouts)
- 2003 - Foreshadows on the Wall (Even in Blackouts)
- 2003 - Phase Three (Riverdales)
- 2004 - Only Constant Is Change (AA.VV.)
- 2004 - Not Economically Viable (The Methadones)
- 2004 - It's Time For (Peacocks)
- 2005 - Wiggle (Screeching Weasel)
- 2005 - Zeitgeit's Echo (Even in Blackouts)
- 2005 - Who Really Needs a Heart Anyway? (Big in Japan)
- 2005 - Unraveling (Rise Against)
- 2005 - Go! Stories (The Groovie Ghoulies)
- 2006 - Vents/The Teen Sensation Glasses (The Vents/The Teen Sensation Glasses)
- 2006 - Riverdales (The Riverdales)
- 2006 - Hang Out (The Riptides)
- 2007 - Touch and Go (The Peacocks)
- 2007 - Munki Brain (The Queers)
- 2007 - This Is Noise (Rise Against)
- 2007 - Suckerbox (Suckerbox)
- 2007 - Pleasant Screams (The Queers)
- 2007 - Don't Back Down (The Queers)
- 2008 - Phase Three (The Riverdales)
- 2009 - Broadcast (Squirtgun)